# 肉毒桿菌中毒
肉毒桿菌中毒（拉丁語：botulinus）是一種罕見但致死率高的癱瘓性疾病，由肉毒桿菌製造的毒素引起。患者最開始會感到無力、看不清楚、疲倦、以及說話困難，接下來則可能會出現手臂、腿、以及胸廓肌肉無力的症狀。在大多數的患者身上，通常不會意識不清或發燒。

## 成因與診斷
肉毒桿菌中毒通常有幾種情形：肉毒桿菌芽孢在土壤與水中都很常見，當它們暴露於缺氧且符合特定溫度的環境下時，它們就會開始製造肉毒桿菌毒素。食物性肉毒桿菌中毒指的是患者吃了被肉毒桿菌素汙染的食物；嬰兒肉毒桿菌中毒則是因為肉毒桿菌在嬰兒的腸道中繁殖，並釋放肉毒桿菌素，通常這種情形只發生在免疫機轉尚不完全的嬰兒（六個月大以前）如蜂蜜可能被肉毒桿菌芽孢所汙染，受汙染的蜂蜜對成年人無害，但肉毒桿菌芽孢卻可能在免疫系統不成熟的嬰兒身上生長並釋放肉毒桿菌素而致病；創傷肉毒桿菌症則在街頭濫用藥物注射毒品的人身上較為常見，但一般而言，只要肉毒桿菌進入缺氧的傷口中，它就會開始釋放毒素。肉毒桿菌並沒有人傳人的能力，診斷肉毒桿菌中毒的條件是在患者身上找到肉毒桿菌素或肉毒桿菌。

## 預防與治療
預防肉毒桿菌中毒首重食物保存。毒素在大於攝氏85度的狀況下加熱超過五分鐘就會被破壞，或者將pH值控制在4.5以下。一歲以下孩童應該儘量避免食用蜂蜜，因為蜂蜜可能被肉毒桿菌芽孢所汙染，對成年人無害，但卻可能在免疫系統不成熟的嬰兒身上生長，並釋放肉毒桿菌素而致病。治療方法是給予抗細菌藥；抗生素則可以用在創傷肉毒桿菌症；而針對那些無法自主呼吸的個案，則可能需要為期數月的呼吸器支持。有5-10%的個案可能死亡。肉毒桿菌中毒可能發生在其他動物上。

## 種類
肉毒桿菌中毒由幾個不同的方式引起。肉毒桿菌廣泛分布在自然界各處，比如土壤和動物糞便中。食源性肉毒桿菌中毒由人類吃進含有毒素的食物所引起。嬰兒肉毒桿菌中毒由肉毒桿菌在腸內生長並釋放毒素所致。通常，年齡不到半歲的兒童容易發生。傷口性肉毒桿菌中毒經常在那些注射毒品的人身上出現。在這種情況下，孢子進入傷口，並在無氧條件下釋放毒素。它不直接由人與人之間傳播。醫生藉由尋找有關的毒素或細菌來證實肉毒桿菌中毒。

## 中毒案例
1986年9月28日，發生台灣第一起有完整紀錄的肉毒桿菌中毒案例，當天早晨台灣彰化市中華西路的印刷廠1名工人和4名建教合作班學生在吃了廚工陳張翠鑾準備的蔭花生罐頭後嘔吐、腹痛、下瀉，最後造成廚工不治身亡，2人命危。調查發現罐頭來自南投縣的生寶公司，生寶公司為節省成本，僅以攝氏100度的蒸汽蒸煮1小時。29日，彰化福興鄉男童洪正泰和其祖母許賴幸(68歲)吃下問題罐頭，最後祖母隔日不治身亡，男童急救後恢復意識。接著在12月4日彰化福興鄉母女中毒，12月9日新竹縣竹北鄉一名婦人中毒。整起事件共造成9人A型肉毒桿菌中毒，其中2人死亡。
台灣於1987、1990、2006及2008年在山地部落發生食用醃山羌肉、醃山羊肉或醃鳥肉等食物，而導致B型肉毒桿菌中毒。台灣衛生署疾病管制局2007年10月將「肉毒桿菌中毒」公告為第四類法定傳染病。2010年台灣出現食用真空包裝豆乾導致A型肉毒桿菌中毒案例，3月底新竹縣一家三口吃下素肉乾中毒，三人最後康復出院。4月苗栗縣婆媳吃下真空包裝豆干，4月14日44歲媳婦不治身亡。